# Нове Влукі
Нове Влукі (пол. Nowe Włóki, нім. Neu Vierzighuben) — село в Польщі, у гміні Дивіти Ольштинського повіту Вармінсько-Мазурського воєводства.
Населення — 240 осіб (2011).

## Демографія
Демографічна структура станом на 31 березня 2011 року:
|          | Загалом | Допрацездатний вік | Працездатний вік | Постпрацездатний вік |
| -------- | ------- | ------------------ | ---------------- | -------------------- |
| Чоловіки | 122     | 43                 | 72               | 7                    |
| Жінки    | 118     | 28                 | 72               | 18                   |
| Разом    | 240     | 71                 | 144              | 25                   |